# 마운트조이역 (온타리오주)
마운트조이역(Mount Joy Station)은 캐나다 온타리오주 마컴 북부에 위치한 통근열차역으로, 마컴 로드와 버오크 애비뉴에 위치해있다. 이 역에는 GO 트랜싯의 통근열차 노선인 스토우빌선 열차와 버스가 정차한다.

## 위치
마운트조이역은 메트로링스가 소유하는 억스브릿지선 45.8 마일 (73.7 km) 지점에 위치해있으며, 북쪽으로는 스토우빌역, 남쪽으로는 마컴역이 위치해있다. 메인 스트리트와 벌록 드라이브에 위치한 마컴역에서 북쪽으로 마컴 북부에 새로 지어진 주택가를 지나며, 마운트조이역은 버오크 애비뉴와 마컴 로드에 위치해있다. 억스브릿지선은 메이저매켄지 애비뉴를 지나 휘트처치 스토우빌에 다다른다. 메이저매켄지 북쪽으로는 그린벨트 농지로, 억스브릿지선이 9번 라인을 지나면서 스토우빌의 새로운 주택가를 지난다. 다음 역인 스토우빌역은 스토우빌 중심가에 위치해있다.

## 역사
마운트조이역을 지나는 철도가 지어진 시점은 마컴역이 지어진 시점은 1871년으로 토론토 & 니피싱 철도 (T&NR) 가 목재 및 장작 수송용으로 1066mm의 협궤 철도를 스카버러에서 억스브릿지까지 개통하였다. T&NR이 1868년 3월에 설립되었을 무렵, 마컴 타운십은 타운십을 따라 철도를 짓기 위해 공사 비용인 3만 달러를 제공하였다. 처음에 협궤 철도가 개통할 때 장작, 가축, 채소 등을 실어나르면서 마컴의 경제도 전례 없는 번영을 누렸지만 늘어나는 적자에 시달려 1882년에 미들랜드 철도로 인수되어 이 철도는 표준궤로 전환되었다. 2년 뒤인 1884년, 그랜드 트렁크 철도 (GTR)가 사업 범위를 확장하기 위해 미들랜드 철도를 인수하였다.
1차 세계대전을 거치고 나서 GTR은 부도가 났고 마컴의 대부분 사업체는 화재, 번개, 법정관리, 건강 악화 등으로 문을 닫았다. 철도에 의존하였던 마컴은 제조업이 토론토와 다른 주요 도시에 집중되면서 점차 쇠퇴의 길을 걷게 되었다. 1923년, 캐나다 내셔널 철도 (CN)가 GTR을 인수하였고 이 노선을 억스브릿지선으로 이름지었다.
20세기에 들어서서 교통 체계가 도로 위주로 바뀌면서 이 연선을 따라 여객 및 화물 철도 운행이 줄어들었고 1965년에는 코보콘크행 열차가 운행을 중단하였다. 1977년에는 연방 공기업인 VIA 철도가 CN과 CP의 여객 운송 기능을 맡게 되었지만 이 또한 80년대 예산 감축으로 운행이 중단되었다. 1982년, GO 트랜싯이 VIA 철도를 대신해 억스브릿지선을 따라 스토우빌까지 통근 열차 운행을 개시하였다.
1990년대에 들어서서 마컴의 인구는 15만 명으로 급속히 증가했으며 이에 따라 1990년대 초반에 스토우빌선 버스도 운행을 시작하였다. 마운트조이역이 본격적으로 개통한 건 2004년으로, 이후 스토우빌선의 수요가 늘어나면서 GO 트랜싯은 운행 횟수를 점차 늘어났다.

## 시설
마운트조이역은 직원이 상주하는 유인역으로, GO 트랜싯 매표소는 평일 오전 5시 40분부터 오후 1시 15분까지 개장하고, 이외에는 무인으로 운영한다. 매표소에서는 프레스토 카드를 연령층에 맞춰서 설정하거나 기본 출발 및 도착역을 설정하여 하차태그를 하지 않아도 자동으로 정산할 수 있도록 할 수 있다. 이 외에도 통근열차 티켓 구매나 카드 충전은 역에 있는 자동판매기에서 할 수 있다. 프레스토 카드가 없는 경우에는 신용카드나 체크카드를 단말기에 태그해 요금을 정산할 수도 있고, 스마트폰에서 GO 트랜싯 홈페이지에 들어가 이티켓 (e-ticket)을 구매할 수도 있다.
마운트조이역에는 대합실, 화장실, 와이파이, 공중전화가 있으며, 승강장에는 눈과 비를 피할 수 있는 쉼터가 있으며 겨울에는 난방도 된다. 역 건물과 승강장, 열차 내부는 휠체어 승객도 이용할 수 있으며, 승강장 중앙에 있는 휠체어 경사로를 통해 휠체어 승객도 열차를 이용할 수 있다. 환승 주차장은 두 곳이 있는데, 중앙 주차장은 971대의 주차 공간이 있고, 동부 주차장에는 354대의 주차 공간이 있으며, 최대 48시간까지 무료 주차가 가능하다. 이 역을 자주 이용하는 승객은 주차장에 지정 주차 공간을 예약할 수 있으며, 카풀해서 오는 승객들도 카풀 전용 주차 공간에 주차할 수 있다. 이 역으로 마중 나오는 차량 또한 역 앞에 있는 정차 공간에서 대기할 수 있다.
이 역에는 또한 자전거 거치대가 있으며, GO 트랜싯 버스는 역 앞에 있는 버스 승강장에 정차하며, YRT 버스는 버오크 애비뉴에 있는 버스 정류장에, TTC 버스는 마컴 로드에 있는 버스 정류장에 정차한다.

## 운행 계통
2023년 6월 기준 마운트조이역에는 평일 아침 유니언 방면 통근열차가 6대 정차하며, 평일 오후에는 올드엠 방면 통근열차가 6대 정차한다. 나머지 시간대에는 유니언역 버스 터미널에서 억스브릿지까지 수시로 버스가 운행하며, 토론토에 있는 케네디, 에이진코트, 밀리켄역에는 정차하지 않는다. 억스브릿지 방면으로는 행선지에 따라 중간에 스토우빌 또는 올드엠역에서 버스를 갈아타야할 수도 있다.

## 버스 연결편
마운트조이역에서는 407번 고속도로를 따라 요크 대학교와 마운트조이역 사이를 잇는 54번 버스와 스토우빌선 열차가 운행하지 않는 시간대에 부수적으로 운행하는 71번 버스가 정차한다. 시내버스로는 요크 지역 교통의 41번 버스가 상시 정차한다. 이 역에는 또한 토론토 교통국의 102D 마컴 로드 버스가 메이저 매켄지와 워든역간을 운행하며 갈아탈 때에는 YRT 요금이 부과되며 스틸즈 남쪽으로는 TTC 요금도 지불해야 한다. GO 트랜싯 통근열차 또는 광역버스에서 YRT 시내버스로 갈아탈 경우 무료 환승이 가능하다.

### GO 트랜싯
| 노선 | 노선                                    | 노선                             | 종점                           | 종점 | 종점                 | 경유지 | 기준일          | 비고 |
| ---- | --------------------------------------- | -------------------------------- | ------------------------------ | ---- | -------------------- | --- | --------------- | ---- |
| 54   | 마운트조이 / 407번 고속도로 버스 터미널 | Mount Joy / Hwy 407 Bus Terminal | 407번 고속도로 버스 터미널     | ↔    | 마운트조이역         | 마컴역 · 센테니얼역 · 유니언빌역 · 리치먼드힐 센터 터미널 · 407번 고속도로 버스 터미널                                                              | 2023년 6월 24일 |      |
| 71   | 스토우빌                                | Stouffville                      | 레일웨이 / 앨버트 (억스브릿지) | ↔    | 유니언역 버스 터미널 | - 토론토 방면: 마컴역 · 센테니얼역 · 유니언빌역 · 유니언역 버스 터미널 - 억스브릿지 방면: 스토우빌역 · 올드엠역 · 47번 / 프론트 · 레일웨이 / 앨버트 | 2023년 6월 24일 |      |
| 71C  | 스토우빌                                | Stouffville                      | 올드엠역                       | ↔    | 유니언역 버스 터미널 | - 토론토 방면: 마컴역 · 센테니얼역 · 유니언빌역 · 유니언역 버스 터미널 - 억스브릿지 방면: 스토우빌역 · 올드엠역                                     | 2023년 6월 24일 |      |
| 71E  | 스토우빌                                | Stouffville                      | 마운트조이역                   | ↔    | 유니언역 버스 터미널 | 마컴역 · 센테니얼역 · 유니언빌역 · 유니언역 버스 터미널                                                                                             | 2023년 6월 24일 |      |

### 요크 지역 교통 (YRT)
| 노선 | 노선            | 노선              | 종점                     | 종점     | 종점             | 경유지 | 비고                                                  |
| ---- | --------------- | ----------------- | ------------------------ | -------- | ---------------- | --- | ----------------------------------------------------- |
| 18   | 버오크          | Bur Oak           | 앵거스글렌 커뮤니티 센터 | ↔        | 코넬 버스 터미널 | 동쪽 - 버오크 / 윌리엄슨 - 버오크 / 9번 - 버오크 / 16번 - 마컴 스토우빌 병원 - 코넬 버스 터미널 서쪽 - 버오크 / 마컴 로드 - 버오크 / 매코원 - 버오크 / 케네디 - 앵거스글렌 커뮤니티 센터    | 월-토 상시 운행                                       |
| 301  | 마컴 급행       | Markham Express   | 핀치 버스 터미널         | → PM← AM | 마운트조이역     | 서쪽 - 버오크 / 윌리엄슨 - 윌리엄슨 / 16번 - 우튼 웨이 / 파크웨이 - 파크웨이 / 메인 스트리트 마컴 (마컴역) - 레이머빌 / 매코원 - 매코원 / 7번 - 매코원 / 사우스 유니언빌 - 핀치 버스 터미널 | 핀치 방면 평일 아침, 마운트조이 방면 평일 오후에 운행 |
| 304  | 마운트조이 급행 | Mount Joy Express | 핀치 버스 터미널         | → PM← AM | 마운트조이역     | 서쪽 - 버오크 / 마컴 로드 - 버오크 / 매코원 - 버오크 / 케네디 - 케네디 / 16번 - 케네디 / 칼턴 - 케네디 / 7번 - 엔터프라이즈 / 앙드레 드 그라스 - 핀치 버스 터미널                           | 핀치 방면 평일 아침, 마운트조이 방면 평일 오후에 운행 |

이 외에도 18번 버스 노선을 따라 오전 10시부터 오후 1시 45분까지 수요 응답형 차량이 운행하며, 수요 응답형 차량을 이용하고자 하는 승객은 YRT 고객센터인 1-844-667-5327번으로 출발 60분 전까지 사전에 예약해야 하고, 요금은 일반 YRT 요금이 부과된다. 요금은 프레스토 카드, YRT 페이 앱, 트랜싯 (Transit) 앱, 신용카드, 체크카드 또는 현금으로 지불할 수 있다.

### 토론토 교통국(TTC)
102D번은 요크 지역과 토론토 사이를 운행하는 버스 노선으로, 이 노선을 타고 스틸즈 애비뉴 남쪽에서 하차하는 경우에는 TTC 요금을 하차할 때 지불해야 한다. 프레스토 카드를 이용할 경우 승차할 때 YRT 요금이 차감되고, 하차할 때 TTC 요금이 차감된다.
|  |  |  |

|  |  |  |

| 48번 고속도로 |
| 마컴 로드     |

|  |  |  |

|  |  |  |

|  |  |  |

|  |  |  |

|  |  |  |

|  |  |  |

|  |  |  |

|  |  |  |

| 벌록     |
| 파크웨이 |

|  |  |  |

|  |  |  |

| 프린세스    |
| 제임스 스콧 |

|  |  |  |

|  |  |  |

|  |  |  |  |  |

|  |  |  |

|  |  |  |

|  |  |  |

|  |  |  |

|  |  |  |

|  |  |  |

|  |  |  |  |  |

|  |  |  |  |  |

|  |  |  |  |  |

|  |  |  |  |  |

|  |  |  |  |  |

|  |  |  |  |  |

|  |  |  |  |  |

|  |  |  |  |  |

|  |  |  |  |  |

|  |  |  |  |  |

|  |  |  |  |  |

|  |  |  |  |  |

|  |  |  |  |  |  |  |

|  |  |  |  |  |

|  |  |  |  |  |

|  |  |  |  |  |

|  |  |  |  |  |

|  |  |  |  |  |

|  |  |  |  |  |

|  |  |  |  |  |

|  |  |  |  |  |

|  |  |  |  |  |

|  |  |  |  |  |

|  |  |  |  |  |

|  |  |  |  |  |

| 캐시드럴블러프스 |
| 매코원           |

|  |  |  |  |  |

|  |  |  |  |  |

|  |  |  |  |  |

|  |  |  |  |  |

|  |  |  |

|  |  |  |

|  |  |  |

|  |  |  |

|  |  |  |

|  |  |  |

|  |  |  |

|  |  |  |  |  |

|  |  |  |  |  |

|  |  |  |

|  |  |  |

| 48번 고속도로 |
| 마컴 로드     |

|  |  |  |

|  |  |  |

|  |  |  |

|  |  |  |

|  |  |  |

|  |  |  |

|  |  |  |

|  |  |  |

| 벌록     |
| 파크웨이 |

|  |  |  |

|  |  |  |

| 프린세스    |
| 제임스 스콧 |

|  |  |  |

|  |  |  |

|  |  |  |  |  |

|  |  |  |

|  |  |  |

|  |  |  |

|  |  |  |

|  |  |  |

|  |  |  |

|  |  |  |  |  |

|  |  |  |  |  |

|  |  |  |  |  |

|  |  |  |  |  |

|  |  |  |  |  |

|  |  |  |  |  |

|  |  |  |  |  |

|  |  |  |  |  |

|  |  |  |  |  |

|  |  |  |  |  |

|  |  |  |  |  |

|  |  |  |  |  |

|  |  |  |  |  |  |  |

|  |  |  |  |  |

|  |  |  |  |  |

|  |  |  |  |  |

|  |  |  |  |  |

|  |  |  |  |  |

|  |  |  |  |  |

|  |  |  |  |  |

|  |  |  |  |  |

|  |  |  |  |  |

|  |  |  |  |  |

|  |  |  |  |  |

|  |  |  |  |  |

| 캐시드럴블러프스 |
| 매코원           |

|  |  |  |  |  |

|  |  |  |  |  |

|  |  |  |  |  |

|  |  |  |  |  |

|  |  |  |

|  |  |  |

|  |  |  |

|  |  |  |

|  |  |  |

|  |  |  |

|  |  |  |

|  |  |  |  |  |

|  |  |  |  |  |

|  |  |  |

|  |  |  |

| 48번 고속도로 |
| 마컴 로드     |

|  |  |  |

|  |  |  |

|  |  |  |

|  |  |  |

|  |  |  |

|  |  |  |

|  |  |  |

|  |  |  |

| 벌록     |
| 파크웨이 |

|  |  |  |

|  |  |  |

| 프린세스    |
| 제임스 스콧 |

|  |  |  |

|  |  |  |

|  |  |  |  |  |

|  |  |  |

|  |  |  |

|  |  |  |

|  |  |  |

|  |  |  |

|  |  |  |

|  |  |  |  |  |

|  |  |  |  |  |

|  |  |  |  |  |

|  |  |  |  |  |

|  |  |  |  |  |

|  |  |  |  |  |

|  |  |  |  |  |

|  |  |  |  |  |

|  |  |  |  |  |

|  |  |  |  |  |

|  |  |  |  |  |

|  |  |  |  |  |

|  |  |  |  |  |  |  |

|  |  |  |  |  |

|  |  |  |  |  |

|  |  |  |  |  |

|  |  |  |  |  |

|  |  |  |  |  |

|  |  |  |  |  |

|  |  |  |  |  |

|  |  |  |  |  |

|  |  |  |  |  |

|  |  |  |  |  |

|  |  |  |  |  |

|  |  |  |  |  |

| 캐시드럴블러프스 |
| 매코원           |

|  |  |  |  |  |

|  |  |  |  |  |

|  |  |  |  |  |

|  |  |  |  |  |

|  |  |  |

|  |  |  |

|  |  |  |

|  |  |  |

|  |  |  |

|  |  |  |

|  |  |  |

|  |  |  |  |  |

|  |  |  |  |  |

|  |  |  |

|  |  |  |

| 48번 고속도로 |
| 마컴 로드     |

|  |  |  |

|  |  |  |

|  |  |  |

|  |  |  |

|  |  |  |

|  |  |  |

|  |  |  |

|  |  |  |

| 벌록     |
| 파크웨이 |

|  |  |  |

|  |  |  |

| 프린세스    |
| 제임스 스콧 |

|  |  |  |

|  |  |  |

|  |  |  |  |  |

|  |  |  |

|  |  |  |

|  |  |  |

|  |  |  |

|  |  |  |

|  |  |  |

|  |  |  |  |  |

|  |  |  |  |  |

|  |  |  |  |  |

|  |  |  |  |  |

|  |  |  |  |  |

|  |  |  |  |  |

|  |  |  |  |  |

|  |  |  |  |  |

|  |  |  |  |  |

|  |  |  |  |  |

|  |  |  |  |  |

|  |  |  |  |  |

|  |  |  |  |  |  |  |

|  |  |  |  |  |

|  |  |  |  |  |

|  |  |  |  |  |

|  |  |  |  |  |

|  |  |  |  |  |

|  |  |  |  |  |

|  |  |  |  |  |

|  |  |  |  |  |

|  |  |  |  |  |

|  |  |  |  |  |

|  |  |  |  |  |

|  |  |  |  |  |

| 캐시드럴블러프스 |
| 매코원           |

|  |  |  |  |  |

|  |  |  |  |  |

|  |  |  |  |  |

|  |  |  |  |  |

|  |  |  |

|  |  |  |

|  |  |  |

|  |  |  |

|  |  |  |

|  |  |  |

|  |  |  |

|  |  |  |  |  |

|  |  |  |  |  |

## 인접한 역
| 메트로링스 억스브릿지선 | 메트로링스 억스브릿지선 | 메트로링스 억스브릿지선 |
| ----------------------- | ----------------------- | ----------------------- |
| 마컴 유니언 방면        | GO 트랜싯 스토우빌선    | 스토우빌 올드엠 방면    |